# Casarão Laborarte
Casarão Laborarte, também conhecido como Laboratório de Expressões Artísticas, é um centro cultural localizado no Centro Histórico de São Luís, capital do estado do Maranhão. Fundado em 11 de outubro de 1972, o espaço se consolidou como um dos principais polos de valorização da cultura popular maranhense, promovendo atividades em diversas áreas artísticas, como teatro, música, dança, capoeira, artes plásticas e literatura.

## História
O Laborarte nasceu da união de jovens artistas maranhenses envolvidos com movimentos culturais como a Antroponáutica e o Movimento de Teatro de Férias. O objetivo era criar um espaço de experimentação, criação e difusão das expressões artísticas do Maranhão. Com o tempo, o grupo passou a atuar também na formação cultural, oferecendo oficinas e promovendo apresentações artísticas.
Em 1985, foi fundada a Escola de Capoeira Angola do Laborarte, que se tornou referência na preservação dessa manifestação afro-brasileira no Maranhão. A partir de 1986, o grupo aprofundou estudos sobre a teatralidade das festas populares de São Luís, como o bumba meu boi, o cacuriá, os festejos juninos, o carnaval e o ciclo natalino.

## Atividades
O Casarão Laborarte promove oficinas, apresentações, encontros culturais e ações de formação artística e cidadã. Entre as atividades oferecidas, destacam-se:
- Oficinas de tambor de crioula, cacuriá, teatro, dança popular e contação de histórias;
- Formação de caixeiras do Divino Espírito Santo;
- Projetos voltados para jovens e adolescentes em situação de vulnerabilidade;
- Apresentações de espetáculos como Casimiro Côco em Lendas Emaranhadas e outros trabalhos autorais.

Além disso, o Laborarte tem atuação na produção musical e fonográfica de artistas maranhenses, como o Cacuriá de Dona Teté e a cantora Rosa Reis.

## Reconhecimento
Em 2007, o Casarão Laborarte foi reconhecido como Ponto de Cultura pelo Ministério da Cultura, por sua contribuição à preservação e valorização da cultura popular brasileira. O grupo já participou de eventos de projeção nacional e internacional, como o Fórum Social Mundial e o Festival Internacional de Música de São Luís.